# 몬스터 하이
몬스터 하이(Monster High)는 장난감 디자이너 개렛 샌더(Garrett Sander)가 만들고 2010년 마텔이 출시한 미국의 멀티미디어 지원 패션돌 프랜차이즈이다. 7~14세 어린이를 대상으로 하는 이 프랜차이즈에는 괴물 영화, 공상 과학 공포, 스릴러 소설, 민속에서 영감을 받은 캐릭터가 등장한다. 신화, 대중문화를 다루고 있으며, 같은 이름의 고등학교에 다니는 괴물과 다른 신화 속 생물의 십대 아이들의 모험을 중심으로 한다.
패션 인형이 프랜차이즈의 주요 초점이었지만 2D 애니메이션 웹 시리즈와 15개의 애니메이션 TV 스페셜/영화가 함께 출시되었으며 비디오 게임, 리시 해리슨이 쓴 청소년 소설 시리즈 및 기타 형식도 함께 출시되었다. 상품의. 프랜차이즈는 어린이들 사이에서 빠르게 인기를 얻었으며 마텔의 수입 측면에서 매우 성공적이었다. 설립 3년 만에 10억 달러의 가치를 갖고 연간 매출 5억 달러 이상을 기록했으며, 북미에서 두 번째로 많이 팔린 인형 브랜드였다. 2013년 7월 동화와 우화를 기반으로 한 "몬스터 하이: 에버 애프터 하이"의 동반자로 두 개의 스핀오프 장난감 라인이 출시되었고, 2017년에는 인간-동물 하이브리드를 특징으로 하는 엔찬티멀(Enchantimals)이 출시되었다. 그러나 2016년에 매출이 감소하면서 마텔은 개선된 미학과 새로운 가상 세계로 프랜차이즈를 재부팅하게 되었다. 리부트는 상업적인 실패로 끝났고, 결국 2018년에 프랜차이즈가 중단되었다.
몬스터 하이는 2020년에 공포/고스 영화 컬트를 대표하는 새로운 인형을 출시하면서 두 번째로 재출시되었으며, 2021년에는 마텔 텔레비전에서 제작하고 10월에 니켈로디언에서 초연된 애니메이션 TV 시리즈와 실사 뮤지컬 영화가 발표되면서 2022년 정점에 달했다.

## 줄거리
미국의 가상 마을 뉴 세일럼에서 유명한 괴물(및 기타 신화 속의 생물)의 10대 아이들이 몬스터 하이(Monster High)라는 고등학교에 다니고 있다. 이 학교는 모든 종류의 몬스터가 등록할 수 있는 것으로 유명하다. 이는 한 가지 유형의 몬스터만 등록할 수 있는 프랜차이즈의 판타지 세계에 존재하는 다른 학교(예: 뱀파이어 전용 학교)와는 대조적이다. 캐릭터들의 이야기는 TV시리즈, 웹시리즈, 영화, 공식 홈페이지, 인형에 동봉된 일기(소책자) 등을 통해 전해졌다. 2000년대 후반과 2010년대 초반 프랜차이즈가 시작된 이래 몬스터 하이는 캐릭터와 시각적 외모, 성격, 능력 및 문화적 배경의 다양성을 중요하게 생각했다.

## 캐스팅
| 배역                  | 영어          | 한국어 (Tooniverse) | 한국어 (넷플릭스) | 일본어 음성                             |
| --------------------- | ------------- | ------------------- | ----------------- | --------------------------------------- |
| 프랭키 스타인         | 케이트 히긴스 | 소연 (성우)         | 조경이            | 노토 마미코                             |
| 드라큘라우라          | 데비데리베리  | 양정화              | 윤미나            | 이와미 마나카                           |
| 클로드 울프           | 사피오티 허용 | 소연                | 정윤정            | 시라이시 하루카                         |
| 클레오 드 닐          | 사피오티 허용 | 여민정              | 한승연            | 후쿠엔 미사토                           |
| 라구나 블루           | 로라 베일리   | 이용신              | 김효선            | 니시 아스카                             |
| 클로드 울프           | 에반 스미스   | 정승욱              | 남도형            | 오노 유키                               |
| 캐티 블랙             | 로라 베일리   | 양정화              | 미연              | 미즈하라 가오루 그 다음에 센본기 사야카 |
| 나일강의 네페라       | 제시 제이     | 송도영              | 윤미나            | 사토 리나                               |
| 가르치다              | 키스 어번     | 한상덕              | 강수진            | 오오츠카 아키오                         |
| 구울리아              | 아우두 파덴   | 타카구치 유키코     | 타카구치 유키코   | 타카구치 유키코                         |
| 스펙트라 폰더가이스트 | 셀레나 고메즈 | 권인지              | 김하영            | 미나가와 준코                           |